# Kladno (Kladnói járás)
Kladno település Csehországban, a Közép-csehországi kerületben és egyben a Kladnói járás székhelye.

## Fekvése
A 30-as főút közelében.

## Története
Az 1800-as évek közepéig jelentéktelen mezőgazdasági település volt. 1846-ban azonban jelentős szénrétegre bukkantak a falu alatt, és hamarosan vasércet is találtak.
1863-tól rohamosan fejlődő nehézipari központ lett.

## Nevezetességek
- Barokk kastélya - a 17. században épült.
- a Szent Flórián-templom (1746–1748) Kilian Ignaz Dientzenhofer második alkotó korszakának egyik legjelentősebb épülete.[2]

## Híres emberek
- Itt született Jaromír Jágr  2 x Stanley kupa, 2 x Világbajnok és Olimpiai bajnok jégkorongozó.
- Itt született Zdeněk Miler rajzfilmkészítő és illusztrátor (1921 – 2011)
- Itt született Jana Boušková (1954) cseh színésznő, aki a Nők a pult mögött című filmsorozatban vált ismertté.

## Népesség
Népessége az elmúlt években az alábbi módon változott:
| Lakosok száma | 10 707 | 32 079 | 48 941 | 44 044 | 71 141 | 71 132 | 68 660 | 69 054 | 66 903 | 69 078 |
|               | 1869   | 1890   | 1921   | 1950   | 1980   | 2001   | 2017   | 2019   | 2022   | 2024   |